# 岩満重

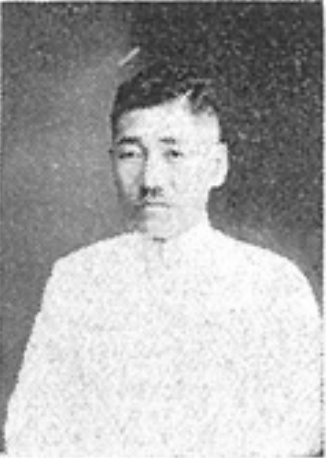
岩満重

岩満 重（いわみつ しげる、1889年（明治22年）12月4日 -  1971年（昭和46）1月4日）は、台湾総督府官僚。川内市（現在の薩摩川内市）市長。

## 経歴
鹿児島県出身。1915年（大正4年）、東京帝国大学法科大学独法科を卒業して、高等文官試験に合格した。1916年（大正5年）、台湾総督府属となり、台北庁事務官、阿猴庁事務官、理事官・新竹州内務部地理課長・知事官房税務課長、台湾総督府中央研究所事務官、台中州内務部長を歴任した。
退官後、1939年（昭和14年）に新潟市助役に就任した。
戦後は川内市長を2期務めた。